# Michael W. Marine

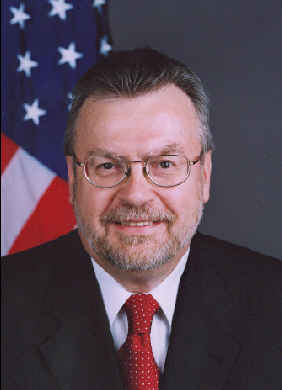
Michael W. Marine

Michael W. Marine (sinh năm 1947) là một viên chức ngành ngoại giao Hoa Kỳ, ông đã nắm giữ nhiều chức vụ tại Bộ Ngoại giao Hoa Kỳ ở Washington, D.C.. Ông từng là đại sứ ở Suva (1993-1994), Fiji (1991-1993), Bonn (1994-1995), Moskva (1995-1997), Nairobi, Kenya, Bắc Kinh (9/2000 - 6/2004), Việt Nam (2004-2007).

## Tiểu sử
Ông sinh tại New York, học tại trường Đại học California tại Santa Barbara; ông vào ngành ngoại giao năm 1975, Ông nói được tiếng Pháp, tiếng Trung Quốc và tiếng Đức.